# 9×18mm Ultra
O 9×18mm Ultra é um cartucho de pistola alemão originalmente desenvolvido em 1936 para uso pela Luftwaffe, mas não foi adotado na época.

## Histórico
Foi no período de 1972-1973, que a Walther introduziu o Walther PP Super nesse calibre para a Polícia da Alemanha Ocidental. Pode ter sido influenciado por um relativo sucesso do calibre 9×18mm Makarov soviético, embora a maioria observe o contrário (o cartucho Ultra é geralmente aceito como a base de design do Makarov, com comprimento de caixa semelhante e um projétil um pouco maior e mais curto ) Geralmente, é interpretado como sendo um calibre intermediário entre 9×17 mm e 9×19 mm Parabellum (como muitos cartuchos de espingarda intermediários devem agir como um meio entre pistolas e balas de rifle de potência máxima), adequado para pistolas simples de blowback. O Walther PP Super foi descontinuado em 1979. O cartucho foi disponibilizado para o mercado civil em 1975. No entanto, não ganhou popularidade duradoura.
Além da Walther PP Super, a SIG Sauer P230, a Mauser HSc-80, e a Benelli B76 também foram produzidos em Ultra 9×18mm.
O 9×18 mm Ultra (calibre .355 polegadas) não é intercambiável com o Makarov 9×18 mm (calibre .365 polegadas), pois este último usa uma bala de diâmetro maior.[carece de fontes?]